# Jill Jones
Jill Jones (Lebanon, 11 luglio 1962) è una cantante statunitense, nota per aver collaborato a lungo con Prince.

## Biografia
Jill Jones è figlia di una modella di origini afroamericane e nativo-americane e di un musicista jazz di origini italiane. Ha passato la propria infanzia principalmente con i nonni, in seguito si riunì alla madre a Los Angeles dopo il suo secondo matrimonio..

## Carriera musicale
Jill iniziò la sua carriera di cantante a 15 anni come corista del gruppo della cugina Teena Marie, del quale la madre era la manager. Nel 1980, all'età di 18 anni, incontrò Prince: al tempo Teena Marie era il gruppo di supporto del tour di Dirty Mind. Prince apprezzò il suo talento e la incoraggiò a continuare, rimanendo in contatto con lei. In seguito divenne corista per lo stesso Prince e nel 1982 cantò in diversi pezzi dell'album 1999 (dove è accreditata con le sole iniziali J.J.). Partecipò anche ai video di 1999, Little Red Corvette e di Automatic che però non fu mai pubblicato; si unì al tour di 1999 per cantare i due singoli e nei backing vocals delle Vanity 6, delle quali incise anche una canzone mai pubblicata, Vibrator: nel brano lei e Prince sono i commessi di un negozio dove Vanity si reca per comprare le batterie da sostituire per il suo vibratore.
Dopo il tour si trasferì a Minneapolis e divenne - a momenti alterni - la compagna di Prince. Il testo della canzone She's Always In My Hair (lato B di Raspberry Beret) si riferiva esplicitamente a lei.
Ebbe una piccola parte come cameriera nel film Purple Rain (1984) e nel seguito Graffiti Bridge del 1990. In quest'ultimo, che si rivelò un disastro sia di critica che di pubblico, nelle ultime stesure del copione avrebbe avuto una parte da protagonista (che fu invece affidata a Ingrid Chavez) ma l'ultima versione la relegò a fidanzata di The Kid (ovvero Prince).
Il suo album di debutto dal titolo omonimo venne pubblicato nel 1987 dall'etichetta di Prince, la Paisley Park Records. Prince, che era accreditato come coautore insieme alla Jones, in effetti lo scrisse - come suo solito - tutto da solo. Il lavoro fu accolto positivamente dalla critica, non altrettanto dal pubblico. In Europa, comunque, il singolo Mia bocca ebbe un buon successo, grazie al video girato da Jean Baptiste Mondino.
Numerosi demo vennero incisi per un ipotetico secondo album con la Paisley Park e fu girato anche il video per il pezzo Boom Boom, ma nulla di tutto questo fu pubblicato.
Nel 1993 venne messo in commercio un singolo dance (Bald) per la Flying Records.
Jill Jones diede la propria voce in supporto alle Apollonia 6, cantò con Ryūichi Sakamoto nel suo singolo You Do Me del 1990 e collaborò in una nuova versione di Call Me dei Blondie in un album di tributo a Giorgio Moroder. Oltre a ciò, scrisse e co-produsse la canzone The Great Pretender con Lisa Lisa.
Nel 1996 un'altra collaborazione con la Baby Mother si concluse senza che l'album uscisse per la London Records. Nello stesso anno andò in tour come corista con gli Chic con Nile Rodgers e Bernard Edwards: sfortunatamente questi morì di polmonite a Tokyo dopo un concerto.
Jill Jones, grazie all'amico fotografo David Honl, riuscì a pubblicare il suo secondo album intitolato Two nel 2001.
Nel 2004 incise l'album The Grand Royals Ft. Jill Jones - Wasted.
Nel 2008 la Jones ha stupito il pubblico durante uno show di Jeremy Gloff a New York, comparendo sul palco per cantare una versione di So Much in Love.
Il 28 aprile 2009 ha pubblicato l'album Living for the Weekend per l'etichetta Peace Bisquit, con cui nel 2016 è uscito I Am.

## Discografia

### Album
- Jill Jones (1987), Paisley Park
- Two (2001), Dav Music
- Wasted (The Grand Royals Ft. Jill Jones) (2004), Peace Bisquit
- Living for the Weekend (2009), Peace Bisquit
- I Am (2016), Peace Bisquit

### Singoli
- Mia Bocca (1987), Paisley Park
- G-Spot (1987), Paisley Park
- For Love (1987), Paisley Park
- Bald (1993), Flying Records
- Station (2001), Dav
- Someone To Jump Up (2008)
- Living for the Weekend (2009), Peace Bisquit
- This is how it feels feat Get Far, (2014), Peace Bisquit
- Forbidden Love (2015), Peace Bisquit